# 堺祭
堺祭（さかいのまつり）は、古代・中世日本の王都・国郡の堺（境）で行われた祭。
元は村の出入口や坂・峠などで疫病や災厄を防ぎ、道の安全を祈るために堺（境）の神を祀ったのが由来とされ、『古事記』の黄泉比良坂を守る道反之大神の説話もこれと関連性があると言われている。後に中国から陰陽道が伝来すると両者が融合されて祭としての体裁が整えられた。
律令政治の元では、神祇官が王都の境界を守る「道饗祭」を掌った。だが、天平7年（735年）の疫病で大宰府管内続いて平城京で多数の死者が発生すると、諸国においても同様の祭事を行った。平安京遷都後も同様に道饗祭が行われた。以後、疫病や災厄対策のために同様の祭事が増やされ、『延喜式』では内裏の外周で行う「宮城四隅疫神祭」をはじめ、外国からの賓客の入京・帰国時、行幸や斎宮下向など様々な堺祭が行われたことが記されている。後に宮城四隅疫神祭（きゅうじょうよすみえきじんさい）と平安京の道饗祭（どうきょうさい／みちあえまつり）が統合され、平安京の四堺における「四境四堺祭（しきょうしさかいまつり）」へと発展していった。